# Życzanów
Życzanów est une localité polonaise de la gmina de Rytro, située dans le powiat de Nowy Sącz en voïvodie de Petite-Pologne.